# پهنه‌بندی اقیانوس
پهنه‌بندی اقیانوس (به انگلیسی: Ocean zoning) یک رویکرد سیاستی برای مدیریت منابع زیست‌محیطی در محیط‌های اقیانوسی است. این رویکرد، اغلب تصویر بزرگ، به مدیریت اقیانوس، مناطقی را برای کاربری‌های مختلف اقیانوسی اختصاص می‌دهد. انواع مناطق می‌تواند شامل مناطق تعیین‌شده برای مناطق حفاظت‌شده دریایی (از جمله ذخایر دریایی)، آبزی‌پروری، انواع ماهیگیری، کشتیرانی، تفریح (از جمله غواصی)، پهلوگیری/لنگر انداختن، و تولید انرژی (از جمله نیروی بادی فراساحلی) باشد. فرایند برنامه‌ریزی فضایی دریایی می‌تواند سبب ایجاد مناطق اقیانوسی به‌طور قانونی شود.
مزایای پهنه‌بندی اقیانوس‌ها می‌تواند شامل کاهش درگیری بین کاربران، حفاظت از مناطق مهم زیست‌محیطی، امکان توسعه فعالیت‌های بازرگانی با قطعیت و حمایت از همکاری‌های بین‌المللی باشد. ایجاد تعادل بین منافع زیست‌محیطی، اقتصادی، امنیتی، اجتماعی و فرهنگی در تعیین مرزهای منطقه، چالش اصلی پهنه‌بندی اقیانوس‌ها است.